# David Jonathans
David Jonathans (Apeldoorn, 26 januari 2004) is een Luxemburgse voetballer met Nederlandse en Indonesische roots die bij voorkeur als aanvaller voor Bayern München II speelt. Hij speelde in het seizoen 2024/25 op huurbasis voor FC Den Bosch.

## Carrière
Jonathans speelde tot 2020 in de jeugd van het Luxemburgse Swift Hesperange alvorens hij werd opgepikt door Bayern München. Debuteren in het eerste elftal deed de Luxemburger niet, maar hij speelde wel zevenentwintig competitiewedstrijden, waarin hij twee keer scoorde, voor het tweede team van de Duitsers in de Regionalliga Bayern. Zijn debuut maakte Jonathans op 27 mei 2023. Als invaller voor Yusuf Kabadayı deed hij een minuut mee tegen FC Nürnberg II. Zijn eerste doelpunt scoorde hij in datzelfde jaar op 3 oktober, in de met 4-2 gewonnen wedstrijd tegen SpVgg Ansbach. In de vijfenveertigste minuut schoot Jonathans de 2-0 binnen op aangeven van Dion Berisha.
Op 19 augustus 2024 werd bekend dat Jonathans voor een seizoen zal worden verhuurd aan FC Den Bosch. Omdat eerdere aanwinst Kévin Monzialo er een tijd zou uit liggen met een blessure, schakelden de Brabanders door en kwamen ze bij de Luxemburgse international uit. Zijn debuut maakte hij op 30 augustus 2024. In de met 1-2 gewonnen uitwedstrijd tegen Jong Ajax kwam Jonathans na drieënzestig minuten in het veld voor Danzell Gravenberch. Dat was de enige keer, mede dankzij blessures, dat de Luxemburger voor FC Den Bosch in de competitie in actie kwam. In het heenduel van de halve finale van de play-offs kwam de Luxemburger weer eens binnen de lijnen. Een minuut voor tijd verving hij Byron Burgering. Na het seizoen keerde de buitenspeler weer terug naar Bayern München.

## Interlandcarrière
De in Nederlands geboren Jonathans doorliep vanaf de o15 alle lichtingen van het Luxemburgs voetbalteam. Op 9 juni 2023 maakte hij zijn debuut voor het eerste elftal. In het met 0-1 verloren vriendschappelijke duel met Malta kwam hij in de zevenentachtigste minuut in het veld voor Florian Bohnert.

## Statistieken
| Seizoen                        | Club              | Land           | Competitie          | Competitie | Competitie | Beker | Beker | Totaal | Totaal |
| Seizoen                        | Club              | Land           | Competitie          | Wed.       | Dlp.       | Wed.  | Dlp.  | Wed.   | Dlp.   |
| ------------------------------ | ----------------- | -------------- | ------------------- | ---------- | ---------- | ----- | ----- | ------ | ------ |
| 2022/23                        | Bayern München II | Duitsland      | Regionalliga Bayern | 1          | 0          | 0     | 0     | 1      | 0      |
| 2023/24                        | Bayern München II | Duitsland      | Regionalliga Bayern | 26         | 2          | 0     | 0     | 26     | 2      |
| 2024                           | Bayern München II | Duitsland      | Regionalliga Bayern | 0          | 0          | 0     | 0     | 0      | 0      |
| 2024/25                        | FC Den Bosch      | Nederland      | Eerste divisie      | 1          | 0          | 0     | 0     | 1      | 0      |
| Carrièretotaal                 | Carrièretotaal    | Carrièretotaal | Carrièretotaal      | 28         | 2          | 0     | 0     | 28     | 2      |
| Bijgewerkt op 3 september 2024 |                   |                |                     |            |            |       |       |        |        |